# 1-я лыжная дивизия (вермахт)
1-я лыжная дивизия (нем. 1. Skijäger-Division) — воинское соединение армии нацистской Германии. Первая и единственная дивизия, специально обученная навыкам ведения военных действий в зимних условиях.

## История
В сентябре 1943 года из шести стрелковых батальонов (2-го, 4-го, 5-го, 7-го, 9-го и 11-го), которые были объединены в два лыжных полка, была образована 1-я лыжная бригада вермахта. Это было первое соединение, специально обученное для ведения войны в зимних условиях. 2 июня 1944 соединение получило статус дивизии. Для формирования дивизии привлекались военнослужащие 19-й танковогренадерской бригады, 65-го полка тяжёлой артиллерии, 152-го противотанкового батальона, 18-го ракетного батальона и 615-го зенитного батальона. При помощи этих добровольцев бригада была усилена и стала дивизией. Воевала в Белоруссии (болотах Припяти), южной Польше и в Словакии. Сдалась в плен советским войскам в мае 1945 года.

## Состав дивизии

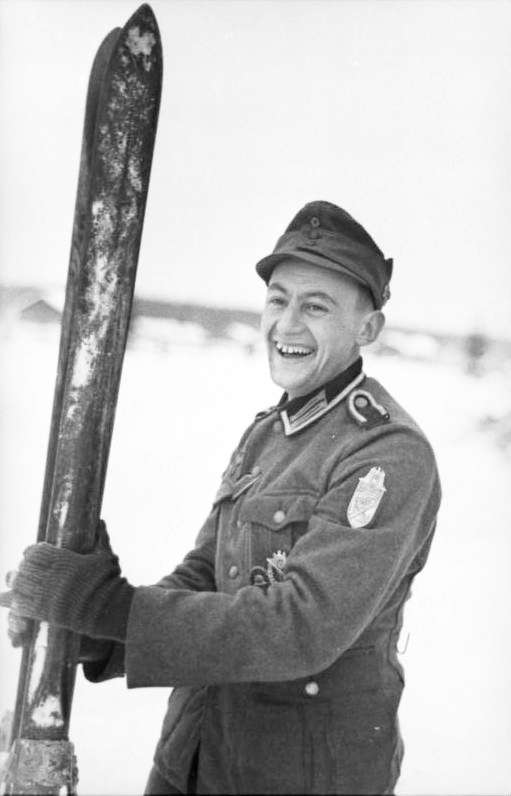
1942 год. Военнослужащий 1-й лыжной дивизии в Норвегии, Лапландии или Финляндии, награждённый Нагрудным знаком «За ранение» 3-й степени, «Нарвикским щитом» на плече.

### Общий состав
По состоянию на январь 1945 года в состав дивизии входили:
- Штаб дивизии
- 1-й лыжный полк
- 2-й лыжный полк
- 152-й артиллерийский полк
- 1-й тяжёлый лыжный батальон
- 1-й лыжный фузилёрный батальон
- 152-й противотанковый дивизион (бывший 270-й дивизион штурмовых орудий)
- 85-й лыжный сапёрный батальон
- 152-й батальон связи
- лыжный полевой запасной батальон

### Детальный состав и вооружение
Каждый полк состоял из трёх батальонов лыжников, инженерного взвода, отряда связистов и противотанкового отряда (ему выдавались две противотанковые пушки). Батальон, в свою, очередь состоял из следующих частей:
- Штаб-квартира батальона
- Три роты стрелков (девять ручных пулемётов)
- Два штурмовых взвода (каждому выдавались автоматы StG 44)
- Тяжёлая стрелковая рота (восемь тяжёлых пулемётов, один ручной, четыре 75-мм пушки и шесть 80-мм миномётов)

В состав дивизии входили также ещё несколько подразделений, вооружённых следующим оружием. Так, в составе 13-й моторизованной вспомогательной роты были несколько взводов:
- Взвод с восемью 20-мм зенитками FlaK
- Взвод с шестью тяжёлыми пулемётами
- Взвод с шестью 75-мм противотанковыми пушками Pak 40, 18 противотанковыми ружьями и ручным пулемётом.

В состав 152-го артиллерийского полка входили четыре батальона со следующими орудиями:
- Двадцать четыре 105-мм гаубицы
- Двенадцать 120-мм миномётов
- Двенадцать 150-мм гаубиц
- 59 пулемётов

В состав 1-го лыжного фузилёрного батальона входили четыре роты автоматчиков, вооружённые точно так же, как и обычный батальон лыжников (девять пулемётов, два штурмовых взвода и тяжёлая стрелковая рота).
Самым главным и сильным подразделением лыжной дивизии был 1-й тяжёлый батальон. В состав этого батальона вошли:
- Противотанковая рота (12 тяжёлых пушек и 12 пулемётов)
- Рота самоходных 150-мм гаубиц с экипажем, вооружённым семью пулемётами
- Рота самоходных 37-мм зениток FlaK
- 4-я бронетанковая рота, которая воевала на трофейных Т-34 с 76,2-мм пушками и тремя 7,62-мм пулемётами на каждом.

Наконец, в состав дивизии входил 152-й противотанковый дивизион, разделённый на две батареи, в каждой из которых было по 5 самоходок StuG III. Дивизию поддерживали 85-й батальон лыжников-сапёров, 152-й отряд лыжников-связистов и 152-й батальон резерва.

## Командиры
- Генерал-майор Мартин Берг (5 июня — 2 октября 1944)
- Генерал-лейтенант Густав Хундт (2 октября 1944 — январь 1945)
- Генерал-майор Ганс Стеетс (январь — 1 февраля 1945)
- Генерал-лейтенант Густав Хундт (1 февраля — 8 мая 1945)

## Награждённые Рыцарским крестом Железного креста

### Рыцарский Крест Железного креста (9)
- Вилли Фикендей, 17.09.1944 — обер-ефрейтор, командир отделения 7-й роты 1-го лыжно-егерского полка
- Карл Нойберт, 04.10.1944 — майор, командир 1-го тяжёлого лыжного батальона
- Герберт Гладевиц, 20.10.1944 — лейтенант резерва, командир 7-й роты 1-го лыжно-егерского полка
- Вилли Шюльке, 28.10.1944 — обер-лейтенант, командир 3-го батальона 1-го лыжно-егерского полка
- Йозеф Траузниц, 03.11.1944 — обер-фельдфебель 3-й роты 85-го лыжного сапёрного батальона
- Ксавер Вист, 26.11.1944 — обер-егерь, командир отделения 3-й роты 1-го лыжно-егерского полка
- Эрих Шефер, 31.01.1945 — капитан резерва, командир 2-го батальона 2-го лыжно-егерского полка
- Густав Хундт, 15.04.1945 — генерал-лейтенант, командир 1-й лыжной дивизии
- Бруно Вайлер, 09.05.1945 — полковник, командир 1-го лыжно-егерского полка (награждение не подтверждено)

### Рыцарский Крест Железного креста с Дубовыми листьями (2)
- Ганс-Христиан Шток (№ 628), 23.10.1944 — капитан, командир 2-й роты 152-го противотанкового дивизиона
- Вилли Шюльке (№ 740), 16.02.1945 — капитан, командир 3-го батальона 1-го лыжно-егерского полка